# Gare de Voujeaucourt
Gare de Voujeaucourt – stacja kolejowa w Voujeaucourt, w departamencie Doubs, w regionie Burgundia-Franche-Comté, we Francji.
Jest stacją Société nationale des chemins de fer français (SNCF), obsługiwaną przez pociągi TER Franche-Comté.